# Марічка (пісня)
«Марічка» — українська пісня. Автор слів — Михайло Ткач, композитор — Степан Сабадаш. Вірш автор написав у 1954 році як присвяту Марії Федорівні Киселиці. У 1955 році вірш був покладений на музику. Пісня кілька років виконувалась лише самодіяльними буковинськими колективами, а 1961 року була видана на грамплатівці у виконанні Буковинського ансамблю пісні і танцю. Найбільшої популярності здобула у виконанні Дмитра Гнатюка.
У XXI сторіччі пісню «Марічка» стали називати неофіційним гімном Чернівців. Починаючи з 12 листопада 2004 року щодня о 12 годині на вежу Чернівецької ратуші підіймається трубач у колоритному буковинському одязі і грає цю мелодію. 

## Історія створення
Вірш «Марічка» студент Чернівецького медичного інституту Михайло Ткач написав у травні 1954 року під час практики у районній лікарні гуцульського містечка Путила, розташованого на річці Путилка, притоці Черемошу. За його спогадами на кухні лікарняної їдальні працювала дівчина Марічка: 
|                | Ну і знаєте, як студенти, почали хвалитися, що серед них є поет. Ну і вона пожартувала, хай напише мені вірша, тоді буду вас усіх гарно харчувати. І я прийшов додому і спробував написати... І ось так вірш написався. З гумором трохи…, з веселим настроєм. Вона дуже гарна була, хоча я не мав право до неї залицятися, бо я вже був одружений, я дуже рано одружився, але якби я не був одружений, може б у нас щось і вийшло. Але така симпатія між нами була, звичайно. |
| — Михайло Ткач | |

Марічка також мала тоді стосунки і не мріяла про почуття з поетом. Михайло Ткач уперше прочитав вірш в останню неділю травня на Святі виходу на полонину, присвятивши його зі сцени Марічці — Марії Федорівні (у шлюбі — Киселиці). Марічка згодом одружилася, народила трьох дітей. Її чоловік щоразу на родинні свята замовляв «Марічку» у програмах пісень на замовлення. 2005 року вона разом з Михайлом Ткачем брала участь у творчому вечорі в Києві з нагоди 50-річчя пісні «Марічка».
У серпні 1955 року газета «Радянська Буковина» надрукувала вірші поета-початківця Михайла Ткача, серед яких була «Марічка». Того ж року Чернівецький обласний будинок народної творчості оголосив літературно-музичний конкурс на кращий вокальний твір місцевих авторів переможцем якого став Степан Сабадаш — студент диригентсько-хорового факультету Чернівецького музичного училища з піснею на вірш Михайла Ткача.  Степан Сабадаш розповідав:
|                  | Мене часто запитують про рецепт написання «Марічки». Він досить простий... за основу нової пісні взяв закарпатську «На поточку-м прала», яка мала цікавий колорит і була тоді шалено популярною. І справді, вступ до «Марічки» ідентичний. Виявляється, те, що взято від народу, перевірено і відшліфовано роками, приречене на дивовижний успіх. Таке трапилося згодом з «Марічкою». Правда, музику я не «передер» один до одного, а змінив усе, окрім початку |
| — Степан Сабадаш | |

## Запис пісні
Після перемоги в конкурсі на кращий вокальний твір Степан Сабадаш запропонував «Марічку» Чернівецькій філармонії, однак художня рада її не схвалила і впродовж 5-6 років пісню виконували лише самодіяльні артисти. Серед виконавців були хор Чернівецького музичного училища, в якому навчався на заочному відділенні Степан Сабадаш, хор Чернівецької трикотажної фабрики, яким керував Степан Сабадаш, та ряд інших самодіяльних колективів, зокрема створений у 1960 році Сабадашем Народний вокальний ансамбль «Марічка», названий на честь пісні яка стала його візитівкою. 
У 1958 році художнім керівником і головним диригентом Державного Буковинського ансамблю пісні та танцю стала Алла Серебрі. Одного разу вона попросила в Сабадаша ноти «Марічки», а після його нагадування про суворе рішення худради різко відповіла: «Плевать я хотела на худсовет, мне песня нравится». З 1959 року пісня увійшла в репертуар цього професійного колективу, який їздив з гастролями по всьому Радянському Союзові. На початку 1960 року пісня прозвучала по українському радіо, запис було здійснено восени 1959 року під час концерту Чехословацького військового ансамблю пісні і танцю на виставці чеського скла у Києві. Степан Сабадаш випадково зустрівся з керівником ансамблю в готелі «Україна» і показав йому пісню. За кілька днів чехословацький ансамбль вивчив та виконав пісню на концерті.
1961 року пісню записано і видано на грамплатівці фірми «Мелодія» Буковинським ансамблем пісні і танцю під керівництвом Алли Серебрі, соліст О. Райберг. Платівка-сингл на 78 обертах за хвилину на другій стороні містила пісню Ігоря Шамо «Зорі яснії над Дніпром» у виконанні Олександра Таранця.
1963 року пісню видано на сольній довгограючій пластинці Дмитра Гнатюка «Пісні радянських композиторів». Співак її виконав у супроводі Прикарпатського ансамблю пісні і танцю. Того ж року на фірмі «Мелодія» вийшов 7-дюймовий мініальбом «Голоса Друзей», на якому пісню «Марічка» виконав словенський співак Ніно Робич.
1964 року на Ташкентській студії грамзапису видано сингл соліста естрадного оркестру Узбекистану Юнуса Тураєва з двома піснями С. Сабадаша «Марічка» і «Пісня з полонини». Юнус Тураєв до 1961 року був солістом Ансамблю пісні і танцю Одеського військового округу та Миколаївської філармонії і добре володів українською мовою. 

## Неофіційний гімн Чернівців

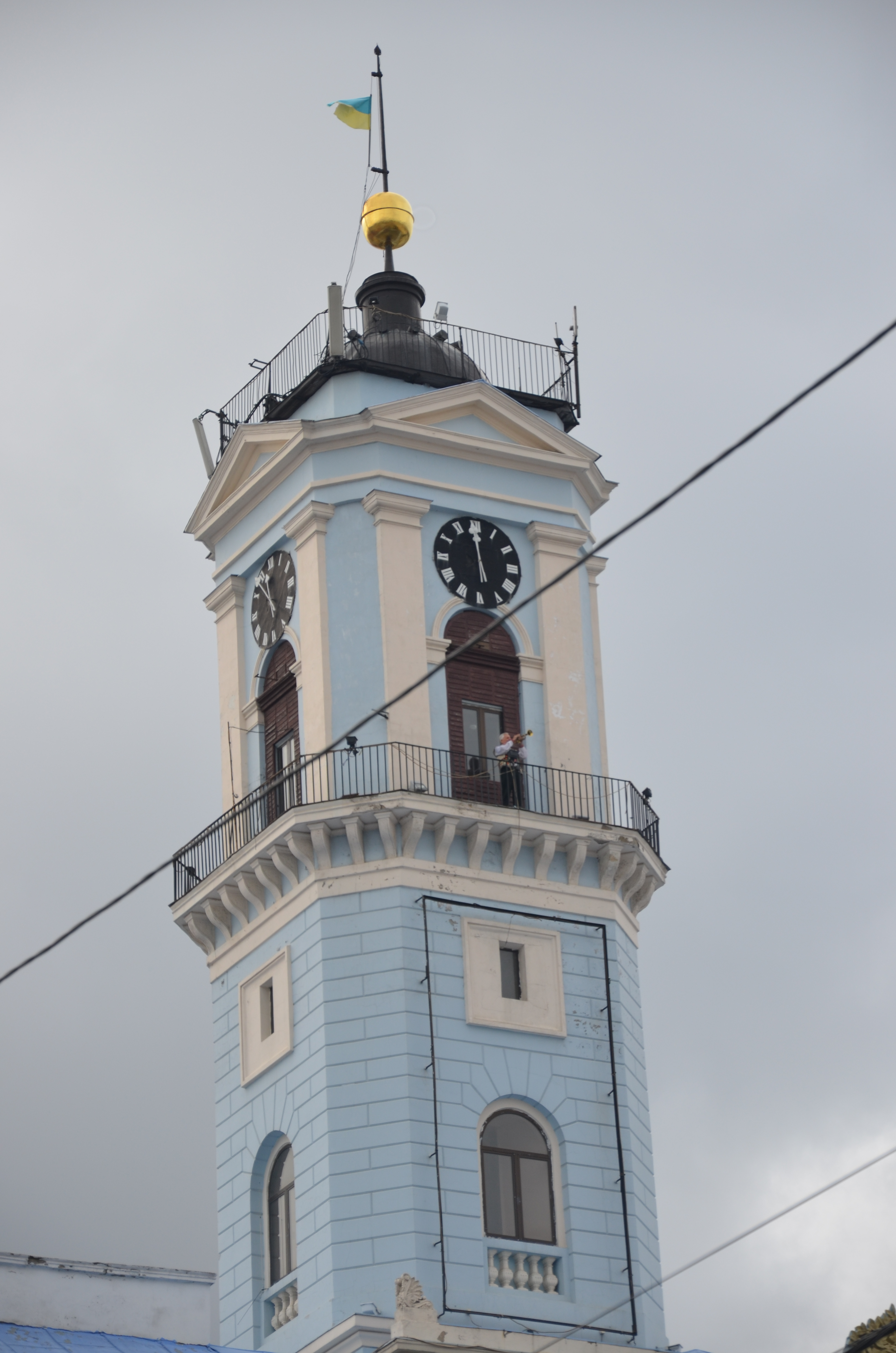
Трубач Василь Козак о 12:00 на Чернівецькій ратуші виконує «Марічку»

Починаючи з 12 листопада 2004 року, щодня о 12 годині на вежу  Чернівецької ратуші підіймається трубач у колоритному буковинському одязі і на всі чотири сторони світу відтворює мелодію пісні «Марічка». Цю мелодію стали називати неофіційним гімном Чернівців. Впродовж 14 років офіційним сурмачем Чернівецької ратуші був Василь Козак. Після його смерті 1 жовтня 2018 року сурмачем ратуші став Микола Блищук. 

## Інші версії
На слова Михайла Ткача свою версію «Марічки» написав знаменитий композитор Богдан Веселовський. Пісня видавалась на грамплатівках у Канаді у виконанні Антона Дербіша і ансамблю Рушничок.